# هه‌رین
این یک نام کره‌ای است؛ نام خانوادگی کانگ است.
کانگ هه‌رین (کره‌ای: 강해린؛ زادهٔ ۱۵ مه ۲۰۰۶) همچنین با نام هه‌رین (کره‌ای: 해린) نیز شناخته می‌شود، خواننده اهل کره جنوبی است. در ژوئیه ۲۰۲۲، او به عنوان عضو گروه دخترانه کره‌ای نیوجینز زیر نظر ادور فعالیتش را آغاز کرد.

## اوایل زندگی و تحصیلات
کانگ هه رین زادهٔ ۱۵ مه ۲۰۰۶ در گیمچون، استان گیونگ‌سانگ شمالی، کره جنوبی است. هه‌رین در مدرسه راهنمایی پیونگ‌چان تحصیل کرد، اما آن را در سال دوم رها کرد تا بر کارآموزی تمرکز کند. او بعداً در امتحانات معادل راهنمایی و دبیرستان شرکت کرد و هر دوی آنها را قبول شد.

## حرفه

### ۲۰۲۲–اکنون: آغاز فعالیت با نیوجینز و فعالیت‌های انفرادی
در ۱ ژوئیه ۲۰۲۲، ادور شروع فعالیت نخستین گروه دخترانهٔ خود را با پست کردن سه انیمیشن حاوی اعداد «۲۲»، «۷» و «۲۲» در حساب‌های سوشال مدیای خود اعلام کرد که این گمانه‌زنی‌ها را تقویت کرد که ممکن است گروه در ۲۲ ژوئیه فعالیتش را آغاز کند. هه‌رین به همراه گروه با انتشار غافل‌گیرانه نخستین موزیک ویدئو به نام «توجه» در ۲۲ ژوئیه ۲۰۲۲، بدون هیچ تبلیغات و اطلاعات قبلی در مورد اعضای گروه، فعالیتش را آغاز کرد. هه‌رین در ترانه‌سرایی «نیو جینز» (۲۰۲۳) نقش داشته است.
در ۲ ژوئن ۲۰۲۴، هه‌رین نخستین تجربه خود به عنوان مجری را در کنسرت کی-ویو اینکیگایو شبکه اس‌بی‌اس به همراه یونهو از ایتیز و هان یو جین از زیروبیس‌وان انجام داد.

## ترانه‌شناسی

### اعتبار ترانه‌سرایی
اعتبارات برگرفته از انجمن کپی‌رایت موسیقی کره است، مگر اینکه خلاف آن ذکر شده باشد.
| ترانه      | آرتیست(ها) | نویسنده(ها)                                                            | آلبوم   | سال  |
| ---------- | ---------- | ---------------------------------------------------------------------- | ------- | ---- |
| «نیو جینز» | نیوجینز    | هه‌رین Gigi اریکا د کاسیر Fine Glindvad Jensen پارک جین سو فرانک اسکوکا | بلند شو | ۲۰۲۳ |

## فیلم‌شناسی

### میزبان
| سال  | عنوان                  | توضیحات                                            | منابع |
| ---- | ---------------------- | -------------------------------------------------- | ----- |
| ۲۰۲۴ | کتسرت کی-ویو اینکیگایو | به همراه یونهو از ایتیز و هان یو جین از زیروبیس‌وان | [ ۹ ] |